# Thomas Emlyn

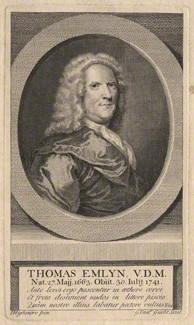
Thomas Emlyn

Thomas Emlyn (* 27. Mai 1663 in Stamford; † 30. Juli 1741 in London) war ein presbyterianischer Prediger und Schriftsteller, der sich später dem Unitarismus zuwandte.

## Leben und Wirken
Emlyn wurde 1663 in Stamford in den East Midlands in England geboren. Bereits mit 19 Jahren hielt er erste Predigten. Im Alter von zwanzig Jahren wurde er 1683 zunächst privater Kaplan zweier aristokratischer Familien in England und Irland. 1691 wurde er schließlich Prediger der presbyterianischen (reformierten) Gemeinde an der Wood Street in Dublin, die sich heute noch in der Dubliner St Stephen’s Green Church versammelt. Hier wandte er sich zunehmend nonkonformistischen und vor allem unitarisch-antitrinitarischen Gedanken zu. Im Jahr 1702 publizierte er eine christologische Abhandlung (An Humble Inquiry into the Scripture Account of Jesus Chris), in der er erstmals offen das Konzept der Trinität in Frage stellte, was zu seiner Entlassung sowie einer Anklage wegen Blasphemie führte. Emlyn wurde zu einer Geld- und einer einjährigen Gefängnisstrafe verurteilt. Das Angebot, seine Ansichten zu widerrufen, nahm er nicht an. Da er die hohe Geldstrafe nicht zahlen konnte, verlängerte sich seine Gefängnisstrafe, bis ein Freund erreichte, dass der Betrag entsprechend herabgesetzt werden konnte. Am 21. Juli 1705 wurde er schließlich entlassen. Im Anschluss übersiedelte er nach London, wo er einen Kreis von Anhängern um sich sammeln konnte. Hier stand er unter anderem in Kontakt mit William Whiston, der sich ebenfalls ablehnend zur Trinität äußerte.
Emlyn steht für den Teil der britischen Dissenters, die sich ab dem 18. Jh. zunehmend dem Unitarismus zuwandten. Er selbst soll der erste britische Prediger gewesen sein, der sich selbst offen als unitarisch bezeichnete. 1790 und somit mehrere Jahre nach seinem Tod wurden Teile seiner christologischen Abhandlung in Nordamerika veröffentlicht und haben dort die Entstehung des neuenglischen Unitarismus mitbeeinflusst.

## Leben
- A. G.: Emlyn, Thomas. In: Leslie Stephen (Hrsg.): Dictionary of National Biography. Band 17: Edward – Erskine. MacMillan & Co, Smith, Elder & Co., New York City / London 1889, S. 356–360 (englisch, Volltext [Wikisource]).